# Мезонін
Мезоні́н (італ. mezzanino, від mezzano — «середній»), розм. безанін, безданін — в архітектурі надбудова над середньою частиною житлового (зазвичай невеликого) будинку, центральним ризалітом або портиком. Мезонін часто має балкон.

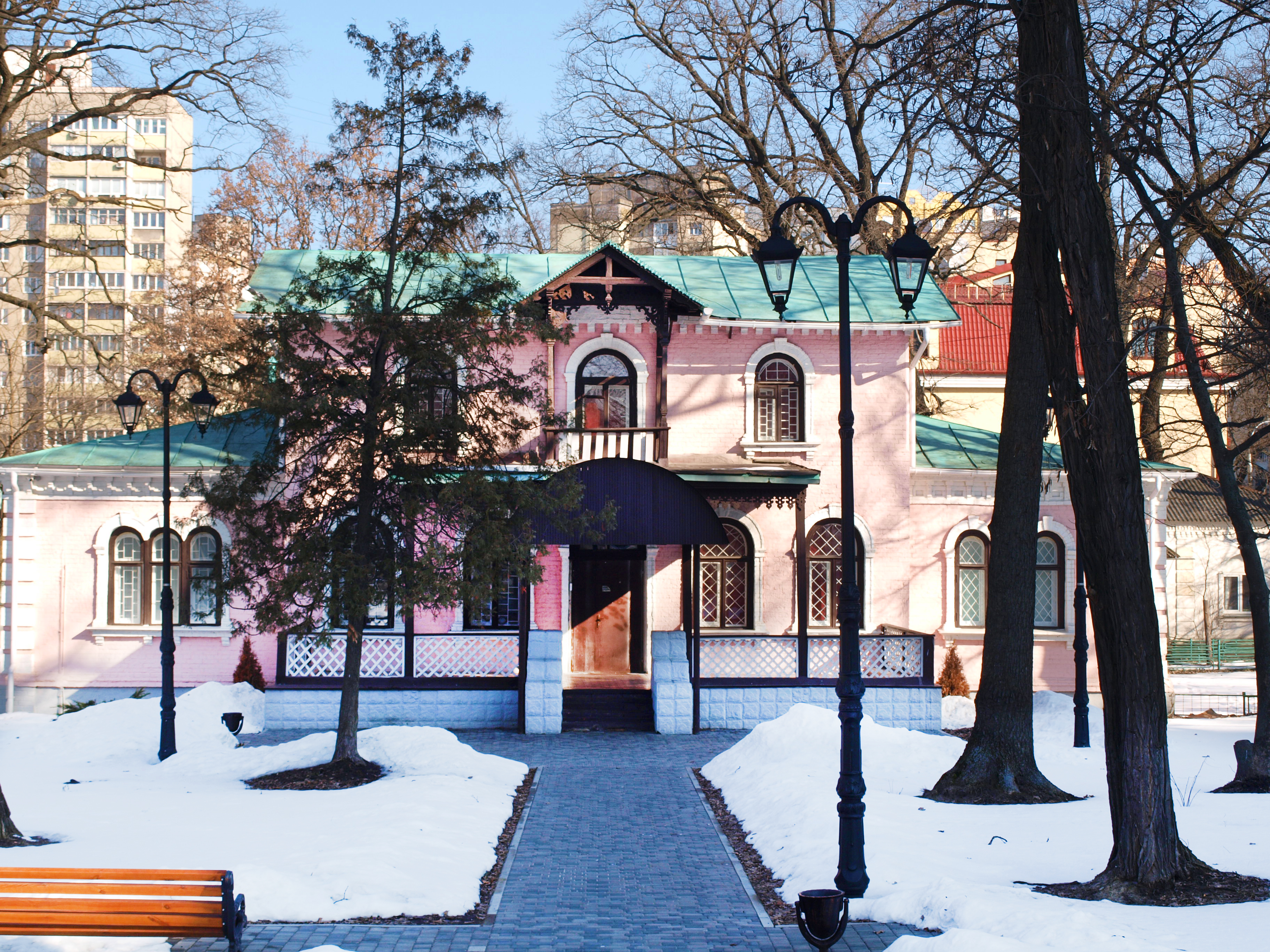
Київська дача із тривіконним мезоніном

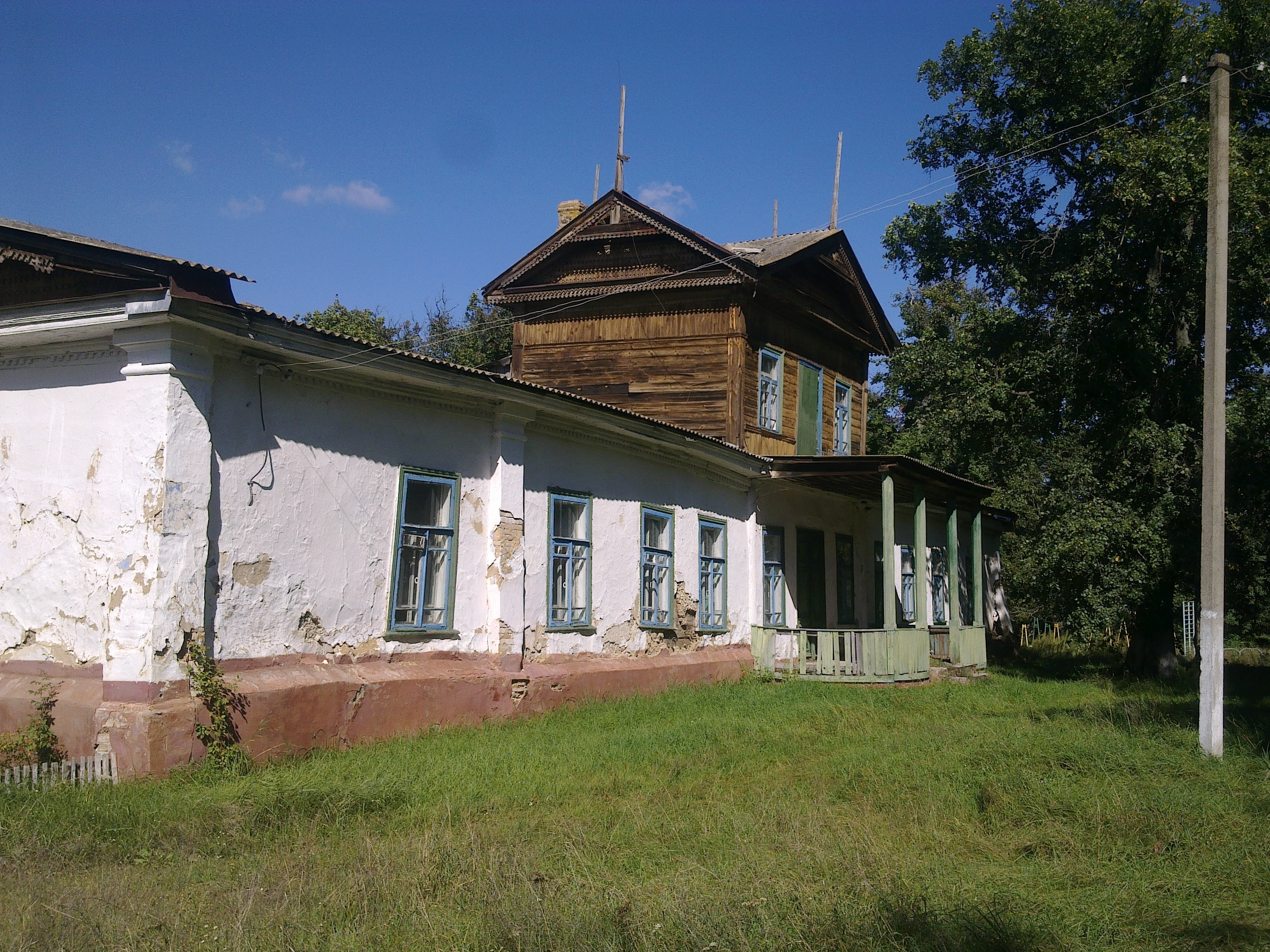
Будинок із мезоніном. Хутір Тимки. XIX століття

Садибна архітектура запозичила мезонін з Італії. В Україні цей архітектурний елемент набув дуже широкого поширення в XIX столітті як частина кам'яних і особливо дерев'яних малоповерхових будівель і став відмінною рисою поміщицьких та інших садиб.